# Nina Kraljić
Nina Kraljić  (født 4. april 1992) er en kroatisk sanger, der repræsenterede Kroatien ved Eurovision Song Contest 2016 med sangen "Lighthouse", hvor hun opnåede en 23. plads. Hun vandt den første sæson af det kroatiske udgave af The Voice, hvor hun blev mentoret af Jacques Houdek, som også repræsenterede Kroatien i 2017, hvor han opnåede en 13. plads.

## Eksterne envisninger
- Wikimedia Commons har flere filer relateret til Nina Kraljić